# Miss Grand Internacional 2014
Miss Grand Internacional 2014 fue la 2.ª edición del certamen Miss Grand Internacional, correspondiente al año 2014. La final se llevó a cabo el 7 de octubre en el Estadio Cubierto Huamark, ubicado en la ciudad Bangkok, Tailandia. Candidatas de 85 países y territorios autónomos compitieron por el título, siendo la edición con más concursantes en su historia. Al final del evento, Janelee Chaparro, Miss Grand Internacional 2013 de Puerto Rico, coronó a Lees García, de Cuba, como su sucesora.

La noche final del concurso fue transmitida por el Canal 7 de Tailandia, así como también vía YouTube para todo el mundo. Fue conducido por Sonya Colling, quien ya condujo el certamen en 2013, y Matthew Deane. La modelo y cantante Ali Forbes, amenizó parte de la velada.

## Resultados
| Posiciones                    | Candidata |
| ----------------------------- | --- |
| Miss Grand Internacional 2014 | - Cuba - Lees García |
| Primera Finalista             | - Etiopía - Hiwot Mamo |
| Segunda Finalista             | - Canadá - Kathryn Kohut |
| Tercera Finalista             | - Australia - Renera Thompson |
| Cuarta Finalista              | - Colombia - Mónica Castaño |
| Semifinalistas (Top 10)       | - Haití - Lisa Drouillard - Indonesia - Margenie Winarti - Polonia - Angelika Ogryzek - Rusia - Yana Dubnik - Tailandia - Parapadsorn Disdamrong |
| Cuartofinalistas (Top 20)     | - Brasil - Yameme lbrahim - Israel - Hodaya Cohen - Japón - Mieko Takeuchi - México - Marsha Ramírez - Perú - Sophía Venero - Puerto Rico - Rebeca Valentín - Reino Unido - Georgia Smith - Sri Lanka - Iresha Asanki - Ucrania - Nadiya Karplyuk - Venezuela - Alix Sosa |

### Premios especiales
| Título                  | Candidata                            |
| ----------------------- | ------------------------------------ |
| Mejor Traje Nacional    | - Vietnam - Cao Linh                 |
| Mejor en Traje de Baño  | - Tailandia - Parapadsorn Disdamrong |
| Mejor en Traje de Gala  | - Indonesia - Margenie Winarti       |
| Mejor en Redes Sociales | - Japón - Mieko Takeuchi             |
| Miss Voto Popular       | - Camboya - Tim Sreyneat             |

## Candidatas
85 candidatas compitieron por el título:
(En la tabla se utiliza su nombre completo, los sobrenombres van entrecomillados y los apellidos utilizados como nombre artístico, entre paréntesis; fuera de ella se utilizan sus nombres «artísticos» o simplificados).
| País/Territorio                      | Candidata                                  | Edad | Residencia              |
| ------------------------------------ | ------------------------------------------ | ---- | ----------------------- |
| Albania                              | Vivian Canaj                               | 19   | Tirana                  |
| Alemania                             | Johanna Acs                                | 22   | Eschweiler              |
| Argentina                            | Nadina Loreley Vallina                     | 19   | Buenos Aires            |
| Australia                            | Muliagatele Renera Josephine Thompson      | 27   | Sídney                  |
| Bélgica                              | Sarah Karin Francois De Groof              | 23   | Malle                   |
| Bolivia                              | Camila Alejandra Lepere Serrano            | 18   | Santa Cruz de la Sierra |
| Bosnia y Herzegovina                 | Alma Jasić                                 | 25   | Bihać                   |
| Botsuana                             | Lillian Lillie Dlamini                     | 18   | Gaborone                |
| Brasil                               | Yameme Faiçal lbrahim                      | 23   | Criciúma                |
| Camboya                              | Tim Sreyneat                               | 24   | Nom Pen                 |
| Camerún                              | Ines Laeticia Ndzana Ndomo                 | 18   | Yaundé                  |
| Canadá                               | Kathryn Kohut                              | 23   | Wetaskiwin              |
| Chile                                | Karla Bovet Quidel                         | 21   | Temuco                  |
| China                                | Henan Xue Han                              | 24   | Pekín                   |
| Colombia                             | Mónica Castaño Agudelo                     | 25   | Palmira                 |
| Corea del Sur                        | Sung Hye-won                               | 26   | Seúl                    |
| Costa de Marfil                      | Amissah Richlove                           | 20   | Yamusukro               |
| Costa Rica                           | Anniel Quesada Céspedes                    | 26   | San José                |
| Cuba                                 | Lees Daryanne García Rivera                | 27   | La Habana               |
| Curazao                              | Silvienne Winklaar                         | 22   | Willemstad              |
| Ecuador                              | Irene Lucía Zabala Jaramillo               | 25   | Guayaquil               |
| España                               | Nazaret Rodríguez Hurtado                  | 19   | Almería                 |
| Estados Unidos                       | Sara Platt                                 | 18   | Washington D. C.        |
| Estonia                              | Maria Raja                                 | 23   | Viljandi                |
| Etiopía                              | Hiwot Bekele Mamo                          | 23   | Adís Abeba              |
| Filipinas                            | Kimberly Anastacia Beltran Karlsson        | 18   | Mindoro Oriental        |
| Finlandia                            | Sanna-Kaisa Elina Saari                    | 26   | Turku                   |
| Francia                              | Norma Julia                                | 21   | Perpiñán                |
| Grecia                               | Anastasia Katmertzi                        | 22   | Atenas                  |
| Guam                                 | Naiomie Jean Santos                        | 22   | Asan                    |
| Haití                                | Lisa Elizabeth Drouillard                  | 23   | Puerto Príncipe         |
| Hong Kong                            | Joane Mo                                   | 23   | Hong Kong               |
| Hungría                              | Réka Lukács                                | 21   | Budapest                |
| India                                | Monica Sharma                              | 22   | Bombay                  |
| Indonesia                            | Margenie Winarti                           | 22   | Pekanbaru               |
| Irán                                 | Bahareh Heidari Nasserabad                 | 24   | Teherán                 |
| Islas Vírgenes de los Estados Unidos | Wilma Echandy                              | 22   | Carlota Amalia          |
| Israel                               | Hodaya Cohen                               | 22   | Beerseba                |
| Japón                                | Mieko Takeuchi                             | 21   | Kobe                    |
| Kazajistán                           | Aidana Elemesova                           | 19   | Aktau                   |
| Kosovo                               | Naile Thaqi                                | 21   | Gnjilane                |
| Kurdistán                            | Dalia Rebwar Hassan                        | 25   | Estocolmo               |
| Líbano                               | Eliane Kerdy                               | 22   | Zahlé                   |
| Luxemburgo                           | Corinne Semedo Furtado                     | 21   | Luxemburgo              |
| Macao                                | Matilda Lp                                 | 24   | Ciudad de Macao         |
| Malasia                              | Jane Koo Wai Kuan                          | 25   | Kuala Lumpur            |
| Malta                                | Dajana Laketic                             | 25   | Swatar                  |
| Mauricio                             | Dolesswaree Charun                         | 23   | Curepipe                |
| México                               | Marsha Mariana Ramírez Martínez            | 22   | Mérida                  |
| Mongolia                             | Britta Battogtokh Buyantogtokh             | 23   | Ulán Bator              |
| Myanmar                              | M Ja Seng                                  | 21   | Kachin                  |
| Nepal                                | Shrijana Regmi                             | 19   | Sankhuwasabha           |
| Nicaragua                            | María Alejandra Gross Rivera               | 20   | Managua                 |
| Nigeria                              | Tessy Kiri Bibowei                         | 25   | Abuya                   |
| Noruega                              | Caroline Munthe                            | 24   | Asker                   |
| Nueva Zelanda                        | Maddieson White                            | 18   | Auckland                |
| Países Bajos                         | Francis Everduim                           | 18   | Zwolle                  |
| Pakistán                             | Laila Khan Niazi                           | 25   | Karachi                 |
| Panamá                               | Carmen Librada De Gracia Navarro           | 24   | Macaracas               |
| Paraguay                             | Gissella Sotomayor González                | 20   | Encarnación             |
| Perú                                 | Sophía Venero Falcón                       | 24   | Chiclayo                |
| Polonia                              | Angelika Natalia Ogryzek                   | 22   | Szczecin                |
| Portugal                             | Maria Emilia Rosa Rodrigues Araújo         | 23   | Angra do Heroísmo       |
| Puerto Rico                          | Rebeca Valentín García                     | 19   | Dorado                  |
| Reino Unido                          | Georgia Jennifer Smith                     | 20   | Liverpool               |
| República Checa                      | Jana Zapletarová                           | 23   | Brno                    |
| República Dominicana                 | Germania Altagracia Martínez Mercado       | 19   | Nueva York              |
| República Eslovaca                   | Veronika Janisova                          | 21   | Bratislava              |
| Rumania                              | Delia Monica Duca                          | 28   | Brașov                  |
| Rusia                                | Yana Dubnik                                | 22   | Novosibirsk             |
| Samoa                                | Renee Logova                               | 20   | Apia                    |
| San Vicente y las Granadinas         | Kaylee Christine Shallow                   | 22   | Kingstown               |
| Singapur                             | Jasy ln Tan                                | 22   | Ciudad de Singapur      |
| Sudán del Sur                        | Diana Stevens                              | 20   | Yuba                    |
| Sri Lanka                            | Ginthota Vidanalage Iresha Asanki De Silva | 23   | Colombo                 |
| Suecia                               | Pamela Olivera                             | 21   | Estocolmo               |
| Surinam                              | Tashana Lösche                             | 25   | Paramaribo              |
| Tahití                               | Kohotu Ariitai                             | 22   | Papeete                 |
| Tailandia                            | Parapadsorn Disdamrong                     | 23   | Nakhon Ratchasima       |
| Taiwán                               | Kiki Chen                                  | 24   | Taipéi                  |
| Tanzania                             | Lorraine Clement Marriot                   | 20   | Dar es-Salam            |
| Ucrania                              | Nadiya Karplyuk                            | 23   | Volinia                 |
| Venezuela                            | Alix Dayana Sosa González                  | 25   | Caracas                 |
| Vietnam                              | Cao Linh                                   | 23   | Ciudad Ho Chi Minh      |
| Zimbabue                             | Lillie Immaculate Chopamba                 | 23   | Harare                  |

### Candidatas retiradas
- Argelia - Soumia Benmebrouk
- Bangladés - Zohra Fatimatu
- Egipto - Nada Zakaria
- Georgia - Gvantsa Nikabadze
- Ghana - Hanniel Jamin
- Italia - Jennifer Casula
- Kirguistán - Cholpon Mambetova
- Namibia - Maila Kalipi
- República del Congo - Naise Gumanda
- Seychelles - Linda Cui
- Sudáfrica - Ané Reynolds
- Suiza - Dijana Cvijetic
- Zambia - Atiene Winnie-Fredah Kabwe

## Sobre los países en Miss Grand Internacional 2014

### Naciones debutantes
| - Albania - Bosnia y Herzegovina - Botsuana - Camboya - Camerún - Chile - Costa de Marfil - Costa Rica - Curazao - Guam - Haití - Hong Kong - Irán - Islas Vírgenes de los Estados Unidos - Israel - Kurdistán - Luxemburgo | - Malta - Mauricio - Nicaragua - Nigeria - Panamá - Perú - Reino Unido - Samoa - San Vicente y las Granadinas - Singapur - Sudán del Sur - Suecia - Surinam - Tahití - Taiwán - Tanzania - Ucrania |

### Naciones ausentes
| - Argelia - Egipto - El Salvador - Gales - Georgia - Guadalupe - Guatemala - Guinea - Honduras - Inglaterra | - Italia - Kenia - Letonia - Macedonia - Moldavia - Namibia - Serbia - Suiza - Turkmenistán - Uganda |